# Граначе
Граначе (фр. Granace, корс. Granaccia) — коммуна во Франции, находится в регионе Корсика. Департамент коммуны — Южная Корсика. Входит в состав кантона Сартен. Округ коммуны — Сартен.
Код INSEE коммуны — 2A128.

## Население
Население коммуны на 2008 год составляло 57 человек.
| 1962 | 1968 | 1975 | 1982 | 1990 | 1999 | 2008 |
| ---- | ---- | ---- | ---- | ---- | ---- | ---- |
| 64   | 93   | 72   | 107  | 82   | 61   | 57   |

## Экономика
В 2007 году среди 28 человек в трудоспособном возрасте (15—64 лет) 18 были экономически активными, 10 — неактивными (показатель активности — 64,3 %, в 1999 году было 63,6 %). Из 18 активных работало 18 человек (11 мужчин и 7 женщин), безработных не было. Среди 10 неактивных 0 человек были учениками или студентами, 7 — пенсионерами, 3 были неактивными по другим причинам.